# 武州山隆士
武州山 隆士（ぶしゅうやま たかし、1976年5月21日 - ）は、青森県南津軽郡浪岡町（現在の青森市）出身で藤島部屋（入門時は武蔵川部屋）に所属した元大相撲力士。本名は山内 隆志（やまうち たかし）。身長191cm、体重174kg、血液型はO型。最高位は西前頭3枚目（2009年11月場所）。現在は年寄待乳山として、藤島部屋で後進の指導に当たっている。

## 来歴
小学校時代にはプロ野球選手を目指して野球で汗を流し、浪岡町立浪岡中学校時代から本格的に相撲を始める。中学校3年時の東北大会で優勝し、2位が古川忍（若の里）、3位が加藤精彦（高見盛）であった。この3人は同じ青森県出身の同学年として互いにライバルであり続けた。青森県立金木高等学校に進学しても相撲を続けたが、相撲部員が自分1人のみだったため試合に出場することが出来なかった。なお、相撲の盛んでない金木高校へ進学したのは、中学時代に才能に目を付けた大東文化大学相撲部監督の意向があったからといわれている。大東文化大時代は全国大会に出場するなど活躍した。相撲部の監督から武蔵川部屋を紹介され、大学卒業と同時に入門。1999年（平成11年）1月場所に幕下付出で初土俵を踏んだ。
着実に番付を上げていったが、2000年（平成12年）5月場所中に左肘を故障し途中休場を余儀なくされた。以降、休場が続き一時は序二段まで番付を落とした。幕下まではすぐに番付を戻したが、膝の調子が思わしくなかったこともありなかなか幕下中位に定着できず、一時は引退を考えた時期もあった。しかし周囲の励ましも有り、2002年3月場所からは四股名を本名から武州山に改め再起を誓った。それから奮起し、2003年（平成15年）1月場所から5場所連続勝ち越して同年11月場所には十両に昇進を果たした。また、この場所からの公傷制度廃止により、幕内と十両に番付がそれぞれ一枚ずつ追加された影響で、7勝8敗と負け越したにもかかわらず、翌場所は幸運にも番付が一枚上がった。一枚左四つを取ると力を発揮し、十両でも安定した成績を残し、十両に定着した。
怪我もあり幕下に陥落していたが、2006年（平成18年）11月場所にて5勝2敗と勝ち越し、翌2007年（平成19年）1月場所での十両復帰を果たした。その場所では9勝6敗と勝ち越したが、3月場所から2場所連続で負け越し、7月場所は幕下に陥落した。その後しばらく幕下に低迷したが2008年3月場所、東幕下筆頭で4勝3敗と勝ち越し、5月場所で1年ぶりに十両に復帰し9勝6敗と8場所ぶりとなる十両での勝ち越しを決めた。7月場所では、千秋楽で同じ勝敗で並んでいた北太樹との直接対決を制して、12勝3敗で十両優勝を果たした。これにより新入幕の可能性もあったが、翌場所は東十両筆頭に留め置かれた。続く9月場所も勝ち越しを決め、年6場所制となって以降で星岩涛の33歳11カ月に次ぐ当時歴代2位の年長新入幕を果たした。
2009年（平成21年）5月場所は、再入幕で西前頭15枚目。この場所は、6日目まで1勝5敗だったが、13日目に勝ち越し、最終的に9勝6敗。2009年9月場所は西前頭10枚目で迎え、14日目終了時点で10勝4敗と好成績をあげ、千秋楽に勝てば敢闘賞を受賞できることになっていたが、負けたため受賞はならなかった。翌11月場所では自己最高位の西前頭3枚目にまで番付を上げ、それまで部屋頭を長く務めていた雅山の番付を武州山が上回ったため、初めて部屋頭となった。
幕内からは、所属していた武蔵川部屋が藤島部屋に改称されて最初の場所となった2010年（平成22年）11月場所で大きく負け越したのを最後に遠ざかり、翌2011年（平成23年）1月場所以降は十両での土俵が続くようになった。1月場所後に発覚した大相撲八百長問題に際して行われた調査では、八百長に関わらなかった力士として認定された第一号の力士となった。この不祥事に伴う3月場所の場所中止を挟んで場所の開催は再開されたが、武州山の成績は次第に落ち込み負け越しが続くようになった。36歳の誕生日を場所中に迎えた2012年（平成23年）5月場所、東十両8枚目で3勝12敗の成績となったのを最後に、入幕以降では初めてとなる幕下落ちとなった。幕下でも負け越しが続き、ようやく勝ち越した2013年（平成25年）1月場所を持って現役を引退することになった。引退翌日の読売新聞のコラム「編集手帳」では、「一点の曇りもない「ガチンコ力士」認定者は他にもいたが、第一号認定は武州山関だった」「賜杯ならぬ記憶にその名を刻し、末永くたたえられていい栄誉だろう」「稼いだ勝ち星の数や、浴びた拍手喝采の数だけでは「重み」を量れない勲章が、男の人生にはある」と激賞されている。
現役引退後は年寄名跡「小野川」を借株で襲名し、藤島部屋付きの年寄となった。年寄名跡は2016年1月7日に「清見潟」へ、2020年5月29日に「春日山」への借り換えを経て、引退から8年後の2021年5月7日に「待乳山」を継承した。

## 取り口
巨体を生かした左四つの相撲が持ち味であり、入門当初は差し身にこだわっていたが後に寄り身を重視する取り口に変わっていった。反面土俵際での詰めがかなり甘く、2009年9月場所12日目の『どすこいFM』では錣山（元関脇・寺尾）が「そういや、武州山は攻めていったらほんとよく土俵際で逆転負けしますよね。武双親方（藤島）も花道で見ていて、攻めたらだめだ! 攻めたら負ける!! って言ってましたもん。」と指摘していた。引き技にも脆い傾向があったが現役晩年期には自身がそうした技を多用するようになり、その頃には上手投げも頻繁に決めるようになった。

## 主な成績

### 通算成績
- 通算成績：416勝427敗25休 勝率.493
- 幕内成績：63勝102敗 勝率.382
- 十両成績：175勝185敗 勝率.486
- 現役在位：84場所
- 幕内在位：11場所
- 十両在位：24場所

### 各段優勝
- 十両優勝：2回（2008年7月場所、2010年5月場所）

### 場所別成績
| | 一月場所 初場所（東京）  | 三月場所 春場所（大阪）   | 五月場所 夏場所（東京） | 七月場所 名古屋場所（愛知） | 九月場所 秋場所（東京） | 十一月場所 九州場所（福岡） |
| --- | ------------------------ | ------------------------- | ----------------------- | --------------------------- | ----------------------- | --------------------------- |
| 1999年 （平成11年） | 幕下付出60枚目 5–2       | 東幕下42枚目 3–4          | 東幕下54枚目 5–2        | 西幕下35枚目 4–3            | 東幕下26枚目 3–4        | 東幕下32枚目 2–5            |
| 2000年 （平成12年） | 東幕下43枚目 3–4         | 東幕下53枚目 6–1          | 西幕下25枚目 2–1–4      | 西幕下41枚目 休場 0–0–7     | 西幕下41枚目 3–4        | 西幕下47枚目 2–5            |
| 2001年 （平成13年） | 東三段目7枚目 休場 0–0–7 | 東三段目67枚目 休場 0–0–7 | 東序二段28枚目 6–1      | 西三段目64枚目 5–2          | 東三段目36枚目 6–1      | 西幕下51枚目 3–4            |
| 2002年 （平成14年） | 東三段目6枚目 3–4        | 東三段目21枚目 6–1        | 西幕下41枚目 5–2        | 西幕下23枚目 3–4            | 西幕下33枚目 3–4        | 東幕下42枚目 3–4            |
| 2003年 （平成15年） | 西幕下55枚目 6–1         | 西幕下25枚目 4–3          | 西幕下19枚目 5–2        | 西幕下9枚目 6–1             | 東幕下2枚目 4–3         | 東十両12枚目 7–8            |
| 2004年 （平成16年） | 西十両11枚目 7–8         | 西十両12枚目 9–6          | 東十両9枚目 6–9         | 東十両11枚目 8–7            | 東十両7枚目 7–8         | 東十両8枚目 5–10            |
| 2005年 （平成17年） | 東十両14枚目 4–11        | 東幕下6枚目 2–5           | 東幕下14枚目 4–3        | 東幕下10枚目 3–4            | 西幕下14枚目 3–4        | 東幕下20枚目 4–3            |
| 2006年 （平成18年） | 東幕下14枚目 1–6         | 東幕下34枚目 5–2          | 東幕下22枚目 6–1        | 西幕下8枚目 4–3             | 東幕下7枚目 4–3         | 西幕下4枚目 5–2             |
| 2007年 （平成19年） | 東十両13枚目 9–6         | 東十両10枚目 6–9          | 西十両12枚目 6–9        | 西幕下2枚目 2–5             | 西幕下12枚目 5–2        | 西幕下5枚目 4–3             |
| 2008年 （平成20年） | 西幕下2枚目 4–3          | 東幕下筆頭 4–3            | 東十両14枚目 9–6        | 東十両8枚目 優勝 12–3       | 東十両筆頭 10–5         | 東前頭10枚目 8–7            |
| 2009年 （平成21年） | 東前頭6枚目 2–13         | 東十両筆頭 8–7            | 西前頭15枚目 9–6        | 東前頭6枚目 5–10            | 西前頭10枚目 10–5       | 西前頭3枚目 6–9             |
| 2010年 （平成22年） | 東前頭6枚目 2–13         | 西前頭16枚目 4–11         | 西十両5枚目 優勝 11–4   | 東前頭15枚目 8–7            | 西前頭9枚目 6–9         | 西前頭12枚目 3–12           |
| 2011年 （平成23年） | 東十両4枚目 8–7          | 八百長問題 により中止     | 東十両2枚目 5–10        | 西十両2枚目 7–8             | 東十両4枚目 8–7         | 東十両2枚目 5–10            |
| 2012年 （平成24年） | 東十両7枚目 7–8          | 東十両9枚目 8–7           | 東十両8枚目 3–12        | 西幕下3枚目 3–4             | 西幕下6枚目 3–4         | 東幕下11枚目 2–5            |
| 2013年 （平成25年） | 東幕下23枚目 引退 4–3–0  | x                         | x                       | x                           | x                       | x                           |
| 各欄の数字は、「勝ち-負け-休場」を示す。 優勝 引退 休場 十両 幕下 三賞：敢=敢闘賞、殊=殊勲賞、技=技能賞 その他：★=金星 番付階級：幕内 - 十両 - 幕下 - 三段目 - 序二段 - 序ノ口 幕内序列：横綱 - 大関 - 関脇 - 小結 - 前頭（「#数字」は各位内の序列） |                          |                           |                         |                             |                         |                             |

### 幕内対戦成績
| 力士名   | 勝数 | 負数 | 力士名 | 勝数 | 負数 | 力士名 | 勝数 | 負数 | 力士名   | 勝数 | 負数 |
| -------- | ---- | ---- | ------ | ---- | ---- | ------ | ---- | ---- | -------- | ---- | ---- |
| 朝赤龍   | 1    | 5    | 安美錦 | 1    | 2    | 阿覧   | 1    | 2    | 岩木山   | 1    | 2    |
| 隠岐の海 | 0    | 2    | 臥牙丸 | 1    | 1    | 鶴竜   | 0    | 2    | 春日王   | 1    | 3    |
| 北太樹   | 0    | 1    | 木村山 | 3    | 2    | 旭天鵬 | 0    | 3    | 豪栄道   | 0    | 2    |
| 光龍     | 2    | 2    | 黒海   | 2    | 7    | 琴欧洲 | 0    | 1    | 琴奨菊   | 0    | 2    |
| 琴光喜   | 1    | 0    | 霜鳳   | 1    | 6    | 蒼国来 | 1    | 0    | 高見盛   | 4    | 3    |
| 豪風     | 2    | 3    | 玉飛鳥 | 2    | 0    | 玉乃島 | 2    | 1    | 玉鷲     | 0    | 3    |
| 千代白鵬 | 1    | 0    | 時天空 | 3    | 4    | 徳瀬川 | 0    | 1    | 土佐ノ海 | 1    | 2    |
| 土佐豊   | 2    | 1    | 栃煌山 | 1    | 4    | 栃ノ心 | 0    | 4    | 栃乃洋   | 4    | 1    |
| 豊ノ島   | 1    | 3    | 豊響   | 3    | 2    | 把瑠都 | 0    | 1    | 日馬富士 | 0    | 1    |
| 普天王   | 3    | 1    | 豊真将 | 2    | 1    | 北勝力 | 4    | 4    | 将司     | 1    | 1    |
| 猛虎浪   | 1    | 4    | 嘉風   | 1    | 4    | 若荒雄 | 1    | 0    | 若の里   | 1    | 3    |

## 改名歴
- 山内 隆志（やまうち たかし）1999年1月場所 - 2002年1月場所
- 武州山 隆士（ぶしゅうやま -）2002年3月場所 - 2013年1月場所

### 年寄歴
- 小野川 隆志（おのがわ たかし）2013年1月27日 - 2016年1月7日
- 清見潟 隆志（きよみがた -）2016年1月7日 - 2020年5月29日
- 春日山 隆志（かすがやま -）2020年5月29日 - 2021年5月7日
- 待乳山 隆志（まつちやま -）2021年5月7日 -

## CM出演
- サントリー「ボス レインボーマウンテンブレンド」（大相撲篇）（2013年） - 高見盛の対戦相手として。